# Palazzo Bentivoglio (Ferrara)
Palazzo Bentivoglio è un edificio monumentale che si trova in via Garibaldi, a Ferrara. Fu antica dimora signorile e a lungo sede del tribunale cittadino, ospita uffici e appartamenti privati.

## Storia

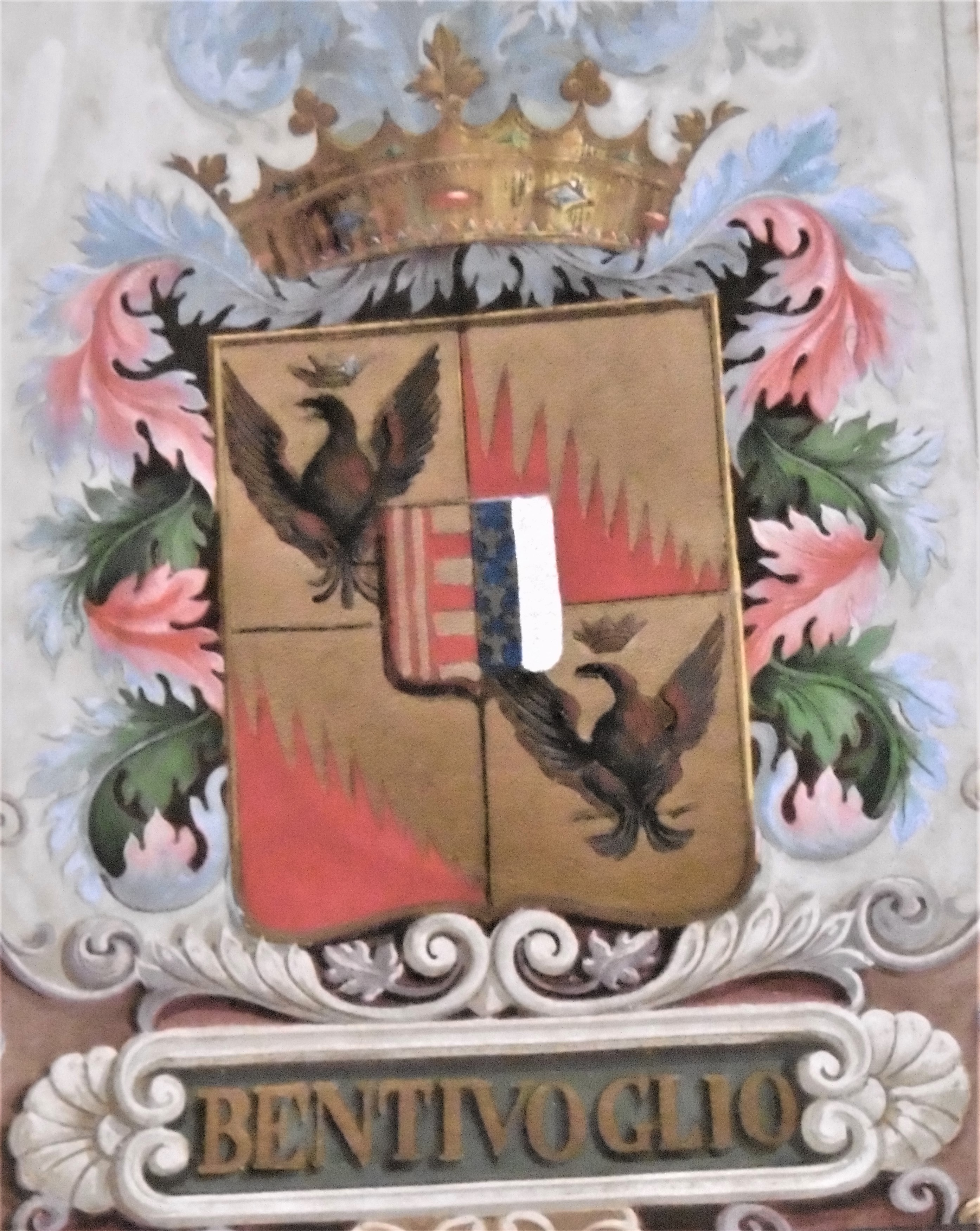
Stemma della famiglia Bentivoglio riprodotto in marmo nella facciata del palazzo

Il palazzo, edificato nel 1449 per volontà del duca Borso d'Este, come dono al suo consigliere Pellegrino Pasini, divenne poi abitazione del principe Alberto d'Este e dei conti Roverella.
Divenuto proprietà della casata bolognese dei Bentivoglio, fu ristrutturato nel 1585 per volontà del marchese Cornelio Bentivoglio col prospetto, ideato, secondo gli storici da Pirro Ligorio, già attivo a Roma ed eseguito dall'architetto locale Giovan Battista Aleotti. 
Come attestano le lapidi poste in facciata, nel palazzo risiedettero il poeta Ercole Bentivoglio, i cardinali Guido e Cornelio, vi soggiornò il generale Napoleone Bonaparte nel 1796 e qui spirò il celebre ingegnere idraulico Teodoro Bonati da Bondeno nel 1820. A Bonati è infatti dedicata una targa sul lato destro del portone, apposta nel 1820.

Dopo il secondo conflitto mondiale Palazzo Bentivoglio divenne sede del Tribunale di Ferrara, e dopo accurati restauri sede di prestigiosi uffici e signorili abitazioni.

## Architettura

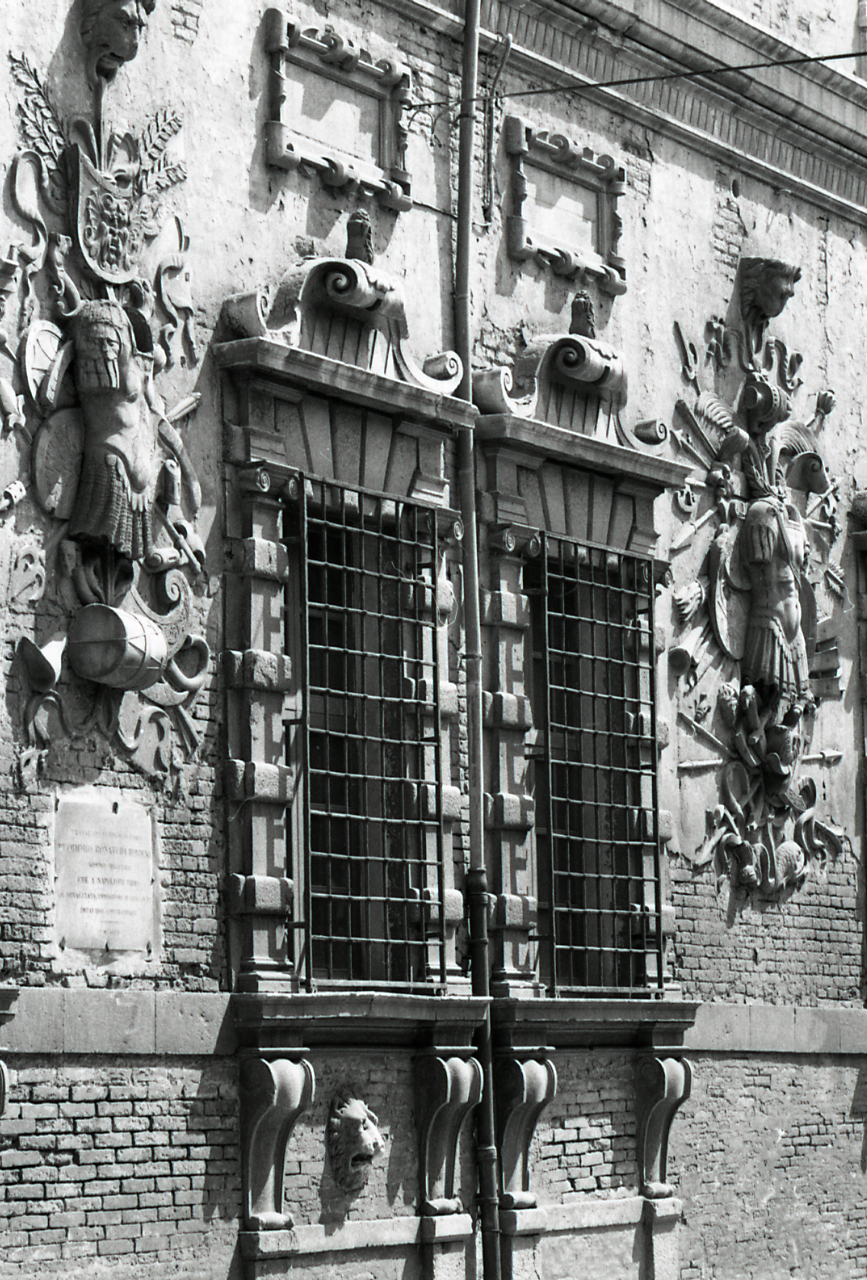
Le finestre di palazzo Bentivoglio in una foto di Paolo Monti del 1969

Il prospetto di Palazzo Bentivoglio, di gusto romano manierista, sembra ispirarsi alla facciata del così detto Palazzo Spada a Roma, per la quale lo stesso architetto Ligorio lavorò.
Il portale bugnato sormontato da volute e le finestre del pian terreno con alte mensole, sono di ordine ionico ed intervallate da armature con frecce, lance e bandiere in bassorilievo, motivo che si ripete oltre il marcapiano sul fronte del piano nobile, dove, in corrispondenza del portale, campeggia imponente lo stemma della casata Bentivoglio circondato da figure allegoriche. La facciata è coronata da un ricco fregio con cornicione.
All'interno i soffitti sono decorati da pitture a grottesca, realizzate nel XVII sec. dalla bottega dei Filippi, alla quale apparteneva anche Sebastiano, detto il Bastianino.